# 总人民党
总人民党是尼泊尔的一个社会主义政党。该党成立于2022年12月29日，分裂自尼泊尔共产党（联合马列）。该党的主席是普拉布·萨赫。